# Camino de Hierro del Norte
Camino de Hierro del Norte, también conocida como Compañía de los Caminos de Hierro de Barcelona a Granollers, fue una empresa ferroviaria española fundada en 1850 por iniciativa de la familia Girona. En 1854 inauguró la segunda línea de ferrocarril de Cataluña, que unía Barcelona y Granollers.

## Historia
La compañía surgió tras varios proyectos fallidos para crear un eje ferroviario entre las minas de hulla de Ogassa-Surroca con las industrias del litoral catalán. En 1850 la compañía Girona Hermanos, Clavé y Cía., vinculada a la familia Girona, obtuvo la concesión de la construcción y explotación de la línea de Barcelona a Granollers. El objetivo era construir una línea a San Juan de las Abadesas por etapas, para evitar los fracasos de los proyectos predecesores. A este fin, Girona y otros inversores fundaron la compañía Camino de Hierro del Norte, a la cual Girona Hermanos, Clavé y Cía. traspasó su concesión. La escritura de constitución de la sociedad, suscrita el 10 de noviembre de 1850, ante el notario José Manuel Planas y Compte por los promotores: Manuel Girona y Agrafel, José María Serra, Francisco Fontanellas, Josep Parladé, Josep Dulcet, el Sr. Marqués de la Cuadra, Mariano Flaquer, Manuel de Lerena, Sebastián Antón Pascual, Joaquín Compte, Joaquín Martí y Codolar, Miquel Clavé, Juan Aguell y el Sr. Marqués de Alfarrás, representando a las 12.000 acciones para cubrir un capital social de 6.000.000 Pts. Durante la construcción de la línea se agotó el presupuesto y hubo que hacer una ampliación de capital, que diversificó el accionariado.

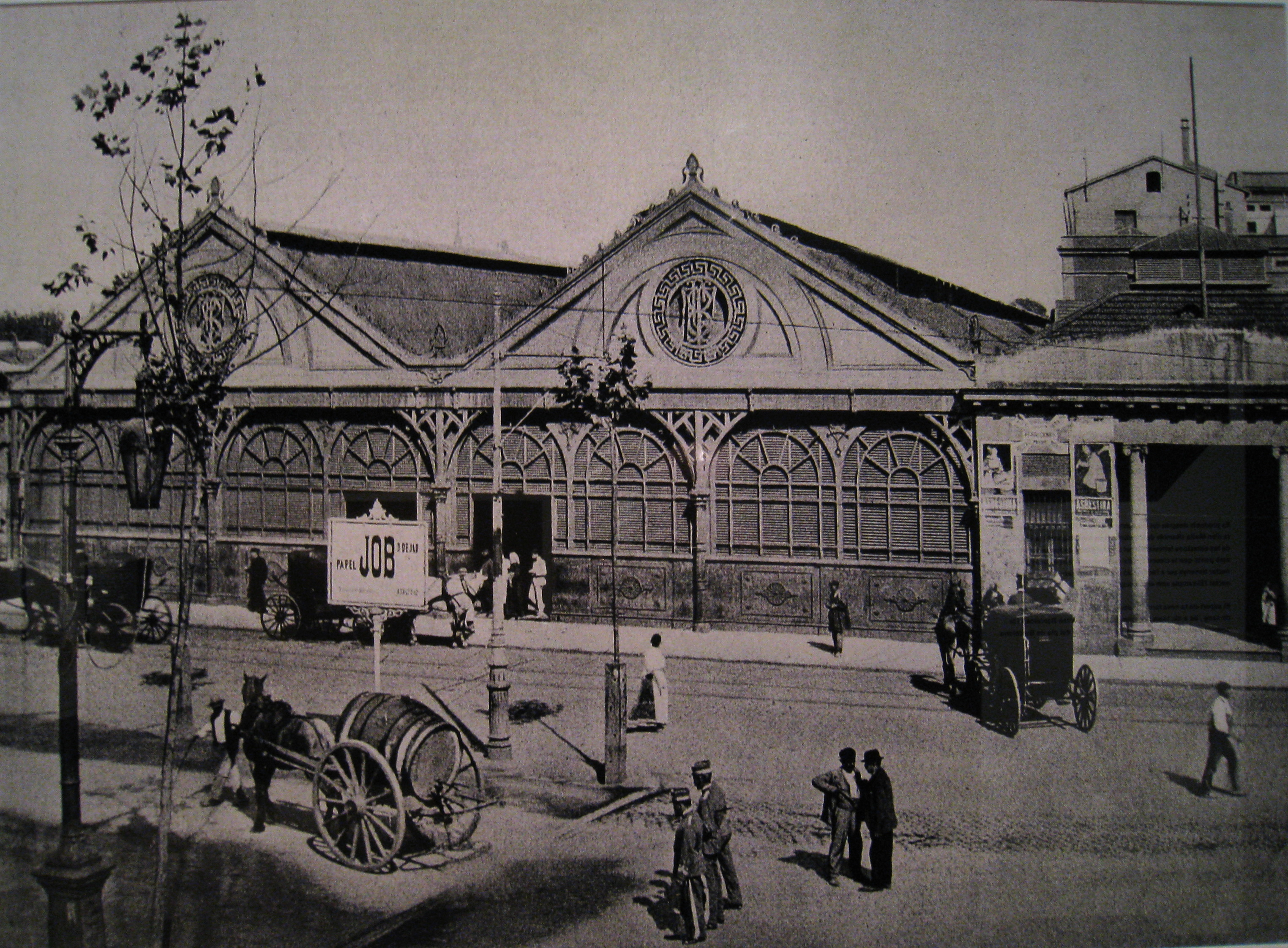
Estación término de Barcelona, hoy desaparecida, de la línea Barcelona-Granollers del Camino de Hierro del Norte.

La compañía Camino de Hierro del Norte también fabricó diversos carruajes e, incluso, una locomotora, a partir de la máquina de vapor encargada de impulsar los martinetes destinados a la clavazón de las estacas. El acuerdo para su construcción fue adoptado por la compañía en 6 de septiembre de 1853, es decir, poco más de seis meses después de que la compañía del ferrocarril a Mataró inaugurase la primera de las locomotoras construidas en España. Posteriormente la familia Girona mantendría esta actividad con la sociedad Material para Ferrocarriles y Construcciones, S.A. (MACOSA).
La primera sección del ferrocarril a San Juan de las Abadesas, entre Barcelona y Granollers, quedó inaugurada el 23 de julio de 1854. Poco después los Girona y sus socios salieron de la compañía Camino de Hierro del Norte para centrar sus esfuerzos en la construcción de la línea de Barcelona a Zaragoza por Manresa. Los nuevos dirigentes de la sociedad abandonaron el propósito inicial de llegar a Ogassa y Surroca, optando por prolongar la línea en dirección a Gerona y Francia. En este sentido, en 1861 inauguró el tramo de Granollers a la estación de Empalme (actual Massanet-Massanas).
El proyecto para llevar el ferrocarril hasta Gerona coincidía con los planes de la compañía Camino de Hierro del Este (también conocida como Camino de Hierro de Barcelona a Mataró), provocando una pugna entre ambas empresas que terminó con su fusión, en 1862, dando origen a la compañía Caminos de Hierro de Barcelona a Gerona.